# 2023年シンガポール大統領選挙
2023年シンガポール大統領選挙（2023ねんシンガポールだいとうりょうせんきょ、英語: 2023 Singaporean presidential election）は、2023年9月1日にシンガポールで実施された大統領選挙。第8代大統領であるハリマ・ヤコブは立候補せず、2023年9月13日の任期満了で退任予定。いずれも選挙規定で候補者は無所属でなければならない。

## 概要
シンガポール大統領は政治的実権を持たず、名誉職にしか過ぎない。大統領選挙ではマレー系、中国系、インド系の民族集団の中で直近の5期にわたり大統領を出していない民族集団があった場合はその民族集団に属する者しか立候補できないことになったため、2017年の選挙での候補者ではマレー系に限定された。しかし、今回の選挙より全民族が大統領を輩出していることから、全民族が立候補可能となっている。
選挙委員会によって対面での集会は推奨されず、集会会場は指定されなかった。同報告書は、集会は分裂を招く可能性があり、大統領制度の統一的役割の性質と一致しない可能性があると述べた。候補者の演説はテレビで放映されたが、小規模な選挙集会は屋内または安全上の理由から屋根付きではあるが、引き続き開催できる。
2023年3月8日の法案一部改正により、高齢者や身障者向けに初めて移動投票所が選ばれた31のグループホームに設置された。この措置は新型コロナウイルスのパンデミック有権者の高齢化の増加と旅行制限の緩和に対応して行われたものであると政府関係者は語っている。選挙候補者を希望するシンガポール国民は、地域証明書とともに資格証明書を申請し、受け取らなければならない。9月1日の開場時間中に一部電子トラブルがあった。9月2日未明に元副首相であるターマン・シャンムガラトナムが大統領に当選。

## 基礎データ
- 投票日：2023年9月1日
- 選出方法：国民による直接選挙。第1回投票で候補者1人しか登録されていない場合は、その候補者が大統領当選者となる。
- 大統領の任期：6年
- 再任の可否：なし
- 選挙権：21歳以上のシンガポール国民
- 被選挙権：45歳以上のシンガポール国民
- 立候補に必要な署名数：7,500名～15,000名
- 登録有権者数：9,543,550名

## 立候補者
最終的な立候補者は以下の3名である。
- ターマン・シャンムガラトナム - 元同国副首相、元同国財務相
- ン・コック・ソン（英語版） - 政府系投資会社GICの元最高投資責任者（CIO）
- タン・キン・リアン（英語版） - 全国労働組合会議（NTUC）系保険会社NTUCインカムの元最高経営責任者（CEO）

## 選挙結果
| 候補者               | 候補者                       | 所属政党             | 得票数    | 得票率 |
| -------------------- | ---------------------------- | -------------------- | --------- | ------ |
|                      | ターマン・シャンムガラトナム | 無所属               | 1,749,261 | 70.41% |
|                      | ン・コック・ソン             | 無所属               | 390,636   | 15.72% |
|                      | タン・キン・リアン           | 無所属               | 344,584   | 13.87% |
| 総計                 | 総計                         | 総計                 | 2,484,481 | 100.0% |
| 有効投票数（有効率） | 有効投票数（有効率）         | 有効投票数（有効率） | 2,484,481 | 98.02% |
| 無効票数（無効率）   | 無効票数（無効率）           | 無効票数（無効率）   | 50,230    | 1.98%  |
| 投票者数（投票率）   | 投票者数（投票率）           | 投票者数（投票率）   | 2,534,711 | 93.55% |
| 棄権者数（棄権率）   | 棄権者数（棄権率）           | 棄権者数（棄権率）   | 174,744   | 6.45%  |
| 有権者数             | 有権者数                     | 有権者数             | 2,709,455 | 100.0% |
| 出典：               |                              |                      |           |        |